# Đại bàng Martial
Đại bàng Martial, tên khoa học Polemaetus bellicosus, là một loài đại bàng lớn được tìm thấy trong môi trường sống mở và bán mở của châu Phi hạ Sahara. Nó là thành viên duy nhất của chi Polemaetus trong họ Accipitridae.

## Miêu tả
Đại bàng martial là một loài đại bàng rất lớn, với tổng chiều dài 78–96 cm, trọng lượng 3-6,2 kg và sải cánh dài 188–260 cm, đuôi dài 27,2–32 cm, xương cổ chân 9,7–13 cm (3,8-5,1 in). Đây là loài đại bàng lớn nhất châu Phi và lớn thứ năm trên thế giới.
Bộ lông của con trưởng thành gồm các màu xám-nâu tối trên lưng, đầu và phần trên, còn phần dưới cơ thể có màu trắng với các đốm đen-nâu. Các lông dưới cánh có màu nâu. Con mái thường lớn hơn con trống. Con non có màu nhạt, thường là màu trắng trên đầu và ngực, ít đốm ở phần dưới. Cái mỏ rất khỏe, dài khoảng 5,5 cm và đôi chân được phủ kín lông cũng rất mạnh mẽ. 
Chúng có thị lực rất tốt (gấp 3,0-3,6 lần so với con người), do đó chúng có thể phát hiện con mồi từ một khoảng cách rất xa.

## Phân bố
Đại bàng Martial có thể được thấy ở hầu hết châu Phi hạ Sahara, bất cứ nơi nào có thức ăn dồi dào và môi trường thuận lợi. Môi trường sống ưa thích của chúng là rừng thưa, bìa rừng, thảo nguyên và bụi gai. Chúng không sống trong rừng rậm nhiệt đới. Chúng có vẻ thích khu vực hoang vắng hoặc được bảo tồn. Lãnh thổ của chúng rất khác nhau về kích thước tùy thuộc vào nguồn thức ăn.

## Thức ăn và săn mồi
Đại bàng martial là một trong những loài chim ăn thịt mạnh nhất thế giới và, trong số những loài chim ăn thịt châu Phi, chỉ có đại bàng rừng châu Phi có thể so sánh được. Chúng là động vật ăn thịt đỉnh, ở trên cùng của chuỗi thức ăn, và nếu trong tình trạng khỏe mạnh, chúng không có kẻ thù tự nhiên. Mặc dù phạm vi của đại bàng martial và đại bàng rừng châu Phi đôi khi giáp nhau, nhưng các loài này lại có môi trường sống ưa thích khác nhau, khi mà đại bàng rừng thích môi trường rừng rậm, còn đại bàng martial sống chủ yếu trên thảo nguyên, do đó chúng không cạnh tranh trực tiếp với nhau. Chế độ ăn uống của đại bàng martial rất đa dạng từ 1 đến 4 kg, từ các loài chim, như gà và ngỗng, đến các loài bò sát, đặc biệt là kỳ đà và rắn, kể cả rắn độc như rắn hổ mang, rắn lục, rắn mamba và trăn đá châu Phi. Ngoài ra là các con mồi động vật có vú.
Trong số các con mồi chim, đại bàng martial thường chọn các loài trung bình sống trên mặt đất như gà gô, gà phi hoặc Ô tác. Các loài chim khác bao gồm Đà điểu non, cò, diệc, chim nước khác, chim mỏ sừng và chim quelea. Trong số các động vật có vú con mồi thường xuyên là thỏ rừng, đa man hyrax, cầy mangut, sóc, chuột nhảy, chuột cống, cầy genet, cáo, khỉ đầu chó, các loài khỉ khác, linh dương dikdik, lợn bướu, linh dương Impala non và nhiều linh dương non khác. Có thể cả các con mồi là động vật ăn thịt như linh miêu châu Phi, beo đốm châu Phi và chó rừng lưng. Linh dương duiker trưởng thành nặng đến 37 kg có lẽ là con mồi lớn nhất được ghi nhận. Với con mồi là nặng hơn so với đại bàng martial, chúng có thể quay lại nhiều lần để ăn, tuy nhiên, hầu hết các con mồi nặng dưới 5 kg. Đại bàng martial có thể tấn công cả động vật nuôi như gia cầm, cừu và dê non nhưng không thường xuyên.
Đại bàng martial săn mồi chủ yếu là trong khi bay trên cao quanh lãnh thổ của mình, và bất ngờ lao xuống để bắt mồi. Con mồi có thể bị phát hiện từ khoảng cách 3 đến 5 km. Thỉnh thoảng, chúng còn săn mồi từ chỗ đậu trên cao hay nấp trong thảm thực vật gần các hố nước. Con mồi là chim thường bị giết trên mặt đất hoặc trên cây, nhưng đôi khi bị giết trong khi bay.
Đại bàng martial có thể sinh sản trong các tháng khác nhau. Chúng thường làm tổ trên các cây lớn. Chúng có tỷ lệ sinh sản chậm, đẻ thường một quả trứng (hiếm khi hai) mỗi hai năm. Trứng được ấp trong 45-53 ngày và con non được nuôi 96-104 ngày. Con non sẽ tiếp tục có sự chăm sóc của cha mẹ thêm 6 đến 12 tháng nữa.

## Hình ảnh

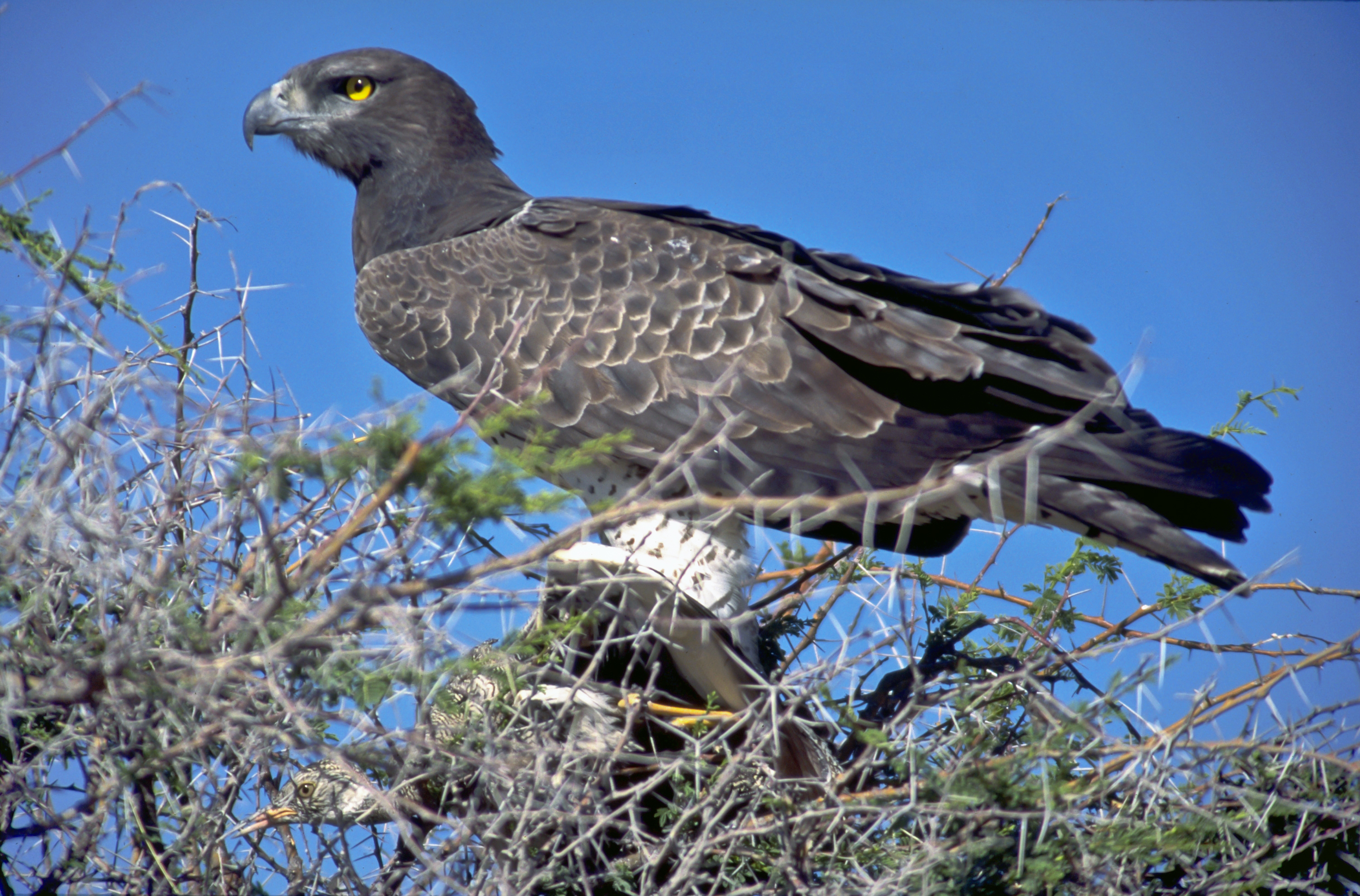
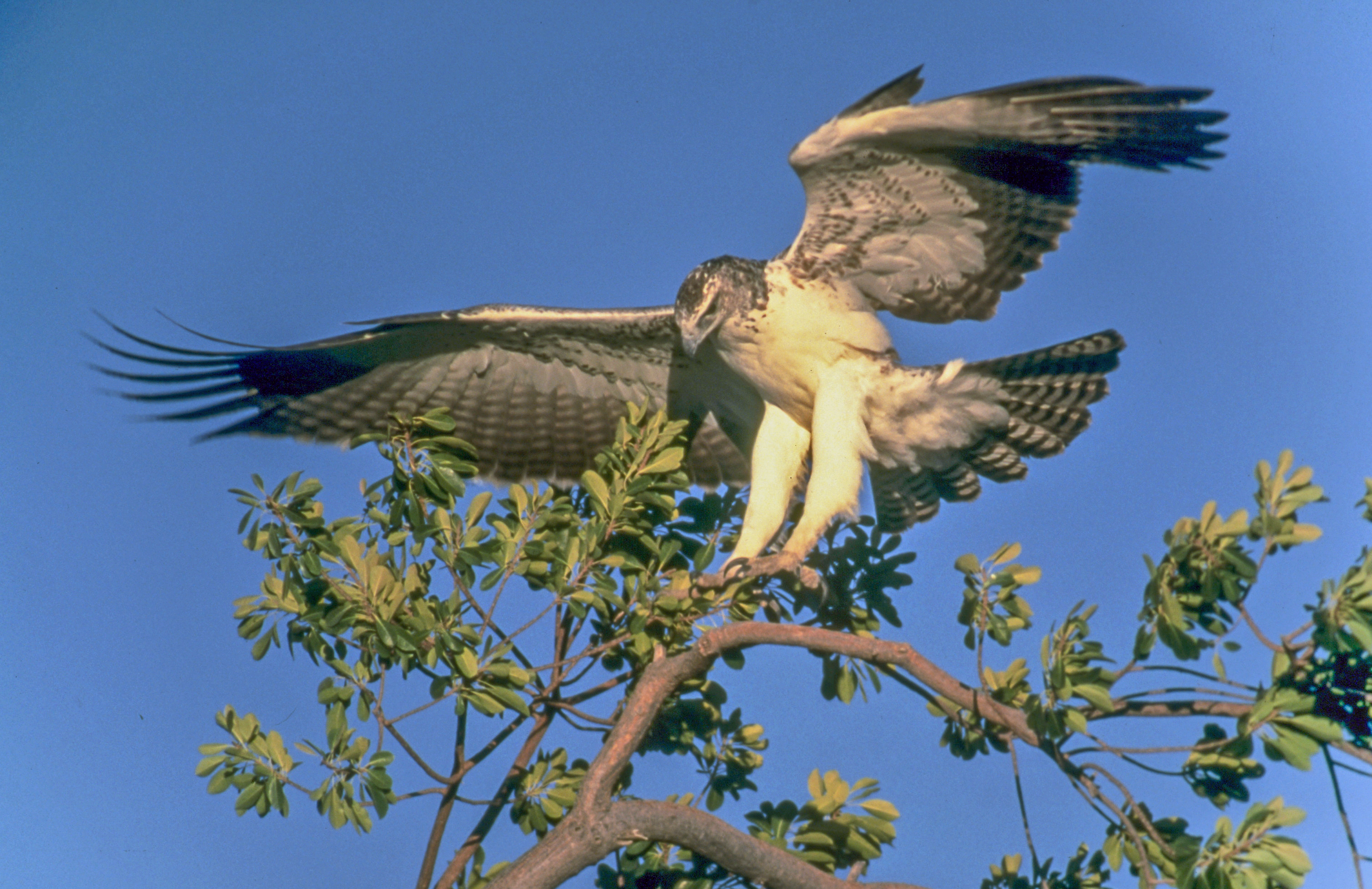
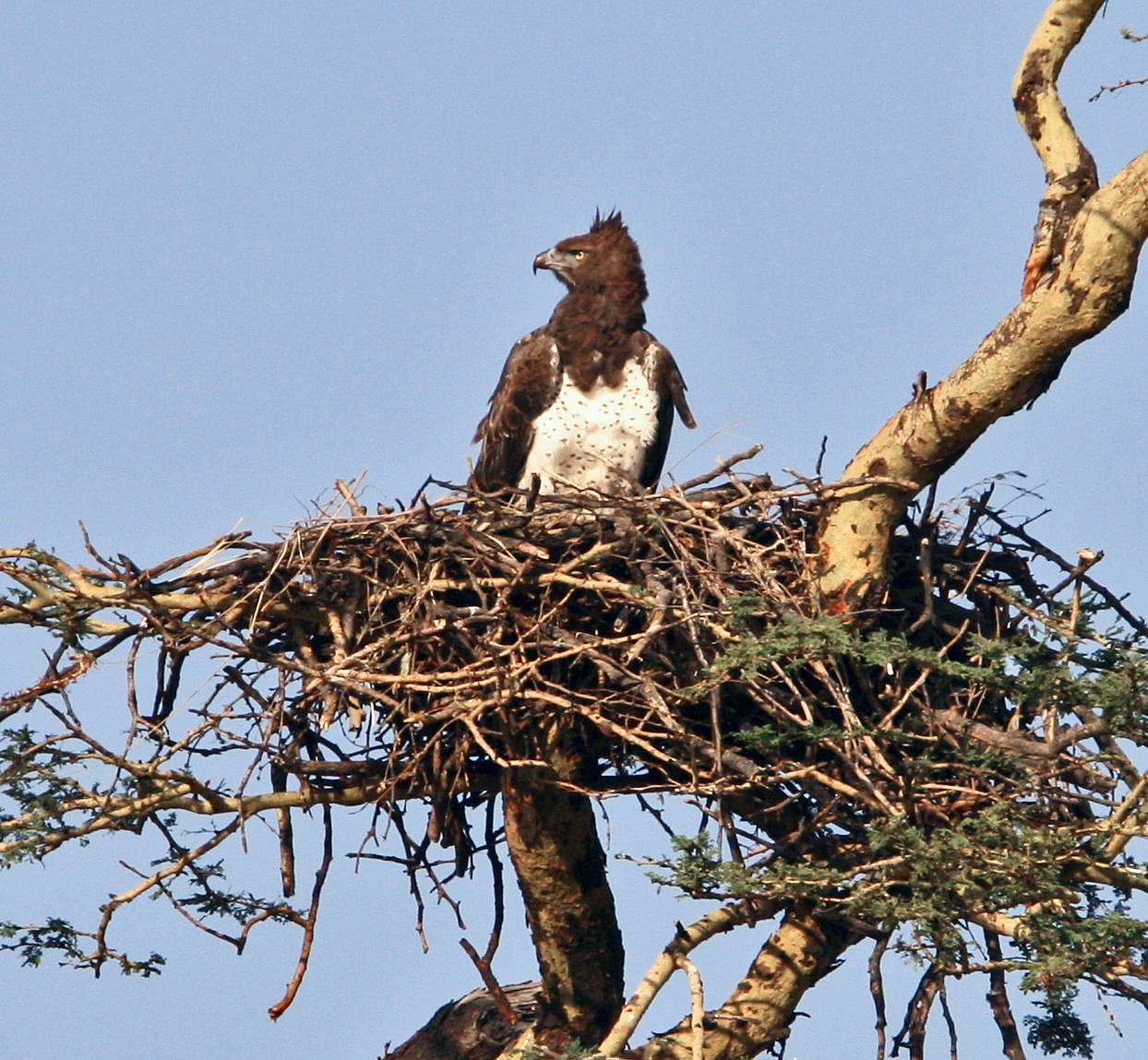
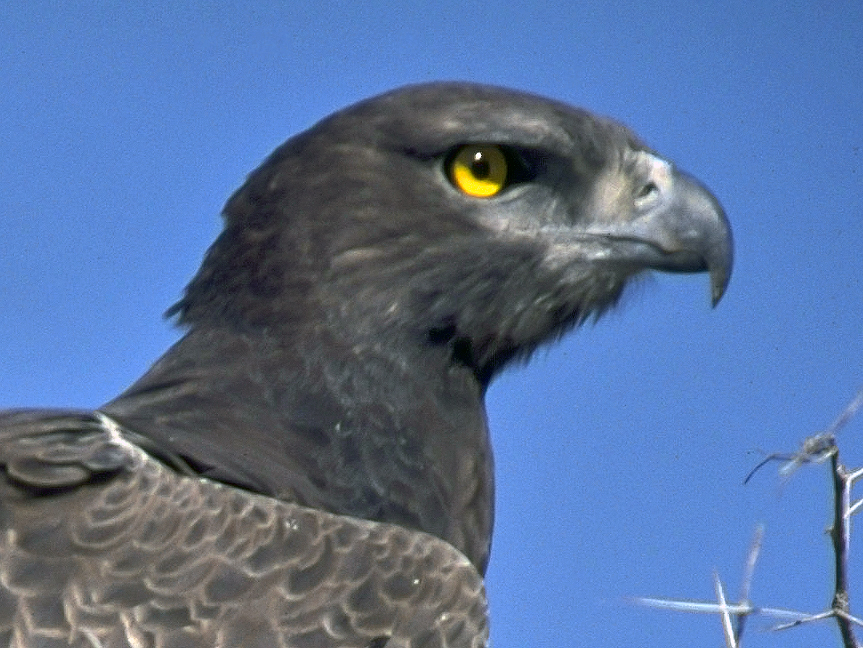
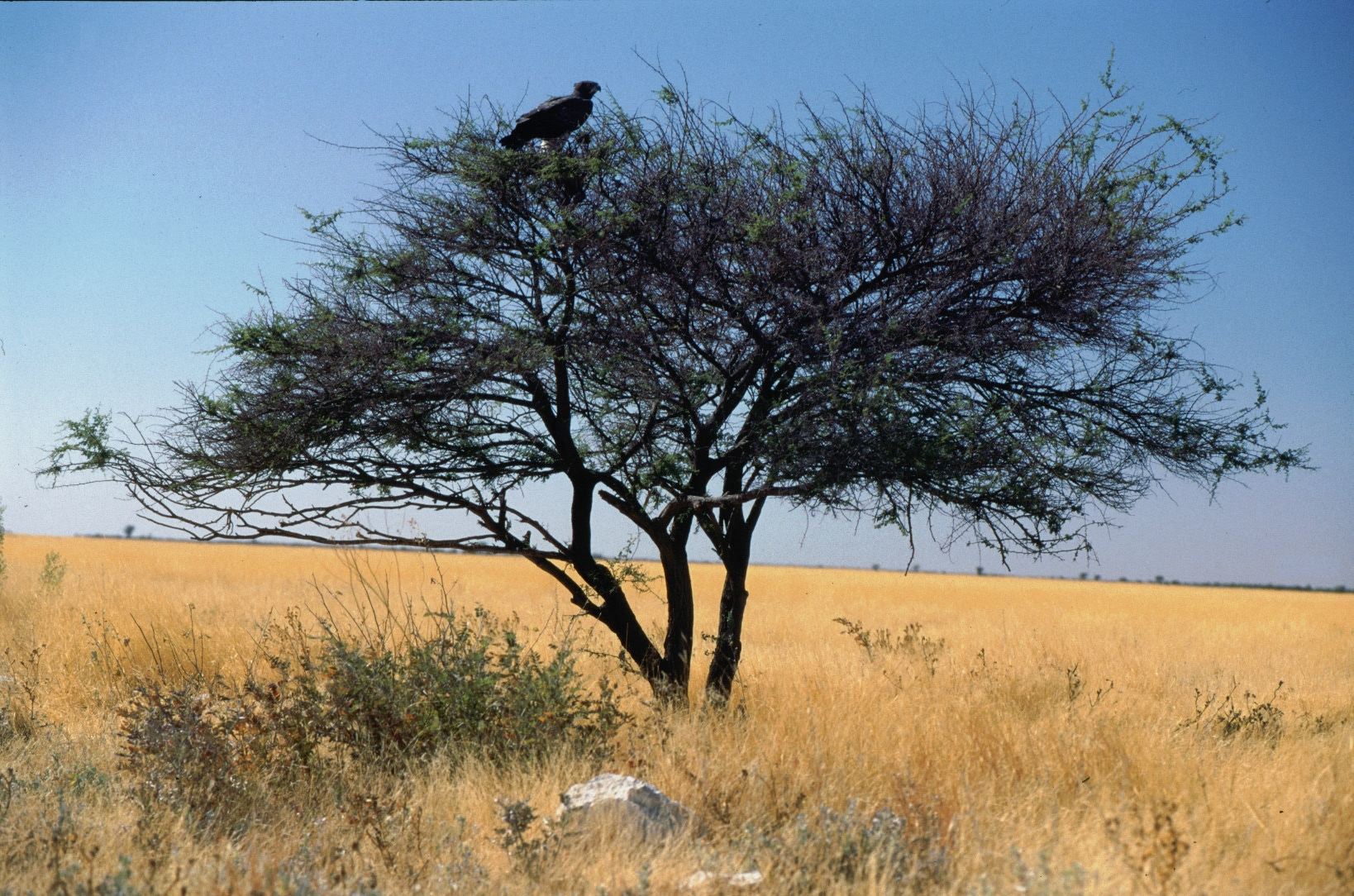